# Cindy Birdsong

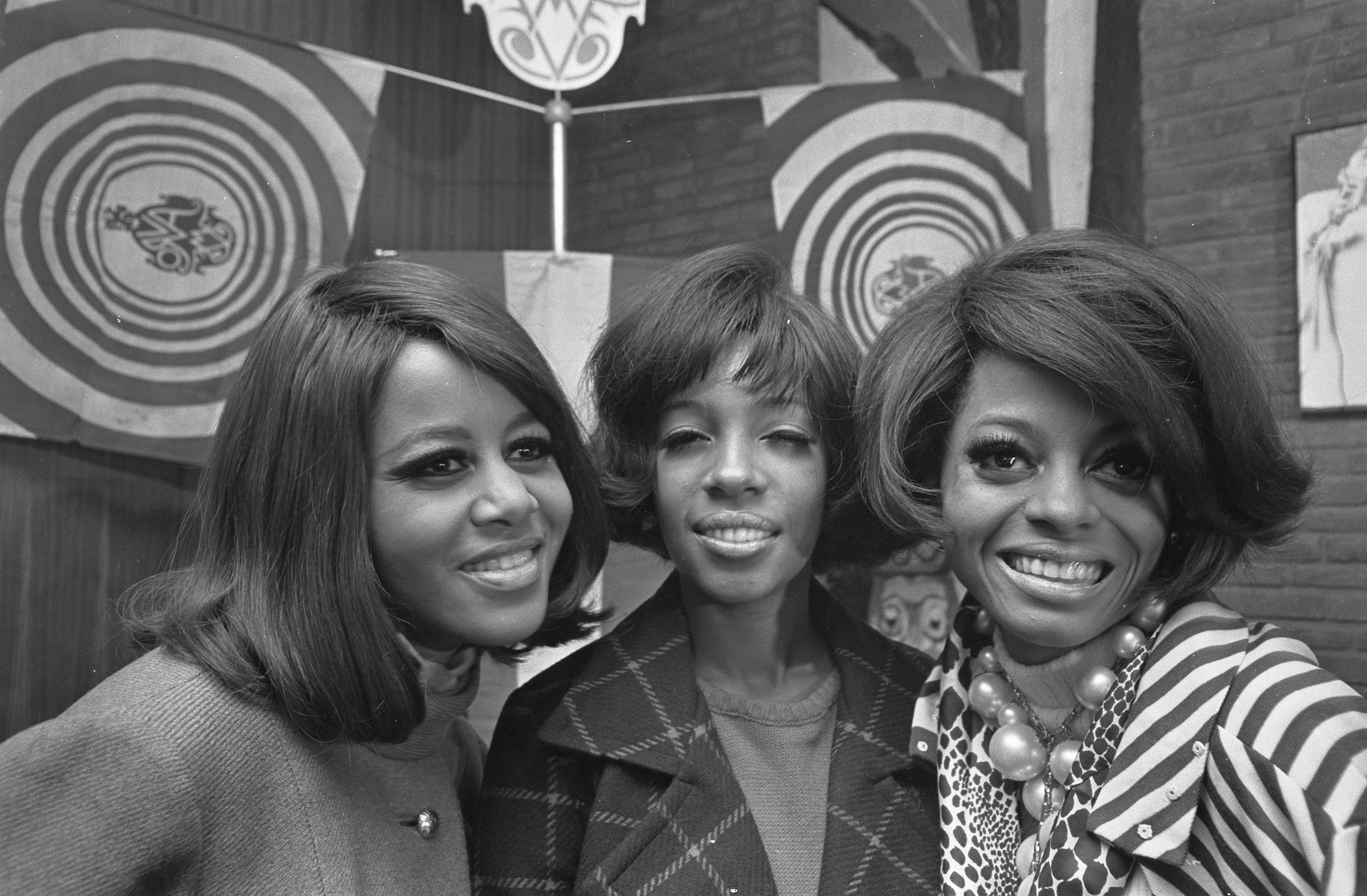
Cindy Birdsong, Mary Wilson und Diana Ross (The Supremes, 1968)

Cindy Birdsong (* 15. Dezember 1939 als Cynthia Ann Birdsong in Mount Holly, New Jersey) ist eine US-amerikanische Soulsängerin, die 1967 als Mitglied der Motown-Girlgroup The Supremes berühmt wurde, als sie das Gründungsmitglied Florence Ballard ersetzte. Birdsong war zuvor Mitglied von Patti LaBelle & the Bluebelles.

## Biografie
Birdsongs erstes Treffen mit den Supremes fand am 29. April 1967 im Hollywood Bowl statt. Damals war neben Diana Ross auch Mary Wilson Teil der Gruppe. Das Trio, das sich fortan Diana Ross & The Supremes nannte, hatte in der Formation mit Birdsong rund drei Jahre Bestand und zwei weitere Spitzenreiter in den USA: Love Child (1968) und Someday We’ll Be Together (1969), die letzte Nummer eins des Jahrzehnts. Das erste Supremes-Album auf dem Birdsong zu hören ist, lautet Reflections (1968).
Zahlreiche personelle Veränderungen wurden in den Folgejahren vorgenommen. Birdsong verließ die Gruppe 1972 und wurde durch Lynda Laurence ersetzt. Ein Jahr später verließ Laurence die Gruppe bereits wieder, Birdsong kehrte zurück und komplettierte mit Mary Wilson und der Schwester von Freda Payne, Scherrie Payne das Trio bis 1976. In jenem Jahr wurde sie endgültig von Susaye Greene ersetzt. 
Nachdem sie die Supremes verlassen hatte, arbeitete Birdsong als Krankenschwester unter ihrem Ehenamen Cindy Hewlett. Im Mai 1983 kam es für das Fernsehspecial Motown 25: Yesterday, Today, Forever zu einer einmaligen Reunion der Supremes in der Besetzung Ross, Wilson und Birdsong. 1987 wagte Birdsong ein Comeback als Solistin und veröffentlichte die Single Dancing Room auf Hi-Hat Records, die erfolglos blieb. Weitere Lieder kamen über den Demostatus nicht hinaus und blieben unveröffentlicht.
Danach trat Birdsong nur noch selten in der Öffentlichkeit auf: Unter anderem gab sie 1998 für das Intimate Portrait über Patti LaBelle ein Interview. 2004 war sie Gast des Fernsehspecials Motown 45, bei dem sie mit Mary Wilson und Kelly Rowland von Destiny’s Child auftrat. Eine Reunion der Supremes in der Besetzung Ross, Wilson und Birdsong scheiterte 2000 an finanziellen Gründen. Ross ging stattdessen mit anderen ehemaligen Supremes-Mitgliedern auf eine wenig erfolgreiche Tournee, die vorzeitig abgebrochen wurde.

## Privat
Cindy Birdsong wurde am 2. Dezember 1969 Opfer einer Entführung. Sie entkam, indem sie auf dem Hollywood Freeway aus dem rasenden Auto sprang. Sie trug leichte Verletzungen, unter anderem durch das Messer, mit dem der Täter sie bedroht hatte, davon. Der Täter stellte sich nur wenige Tage nach der Tat selbst. Er wurde wegen Entführung und Raub zu fünf Jahren Gefängnis verurteilt.
Birdsong heiratete Charles Hewlett im August 1970 in San Francisco. Ihr gemeinsamer Sohn wurde 1972 geboren. Birdsong reichte im März 1975 unter Berufung auf „unüberbrückbare Differenzen“ die Scheidung ein.